# Ellernfeld
Das Ellernfeld ist ein ehemaliges Kasernenareal im Süden der Innenstadt von Aurich in Ostfriesland. Es wird heute zum größten Teil als Sportareal genutzt.

## Historische Nutzung

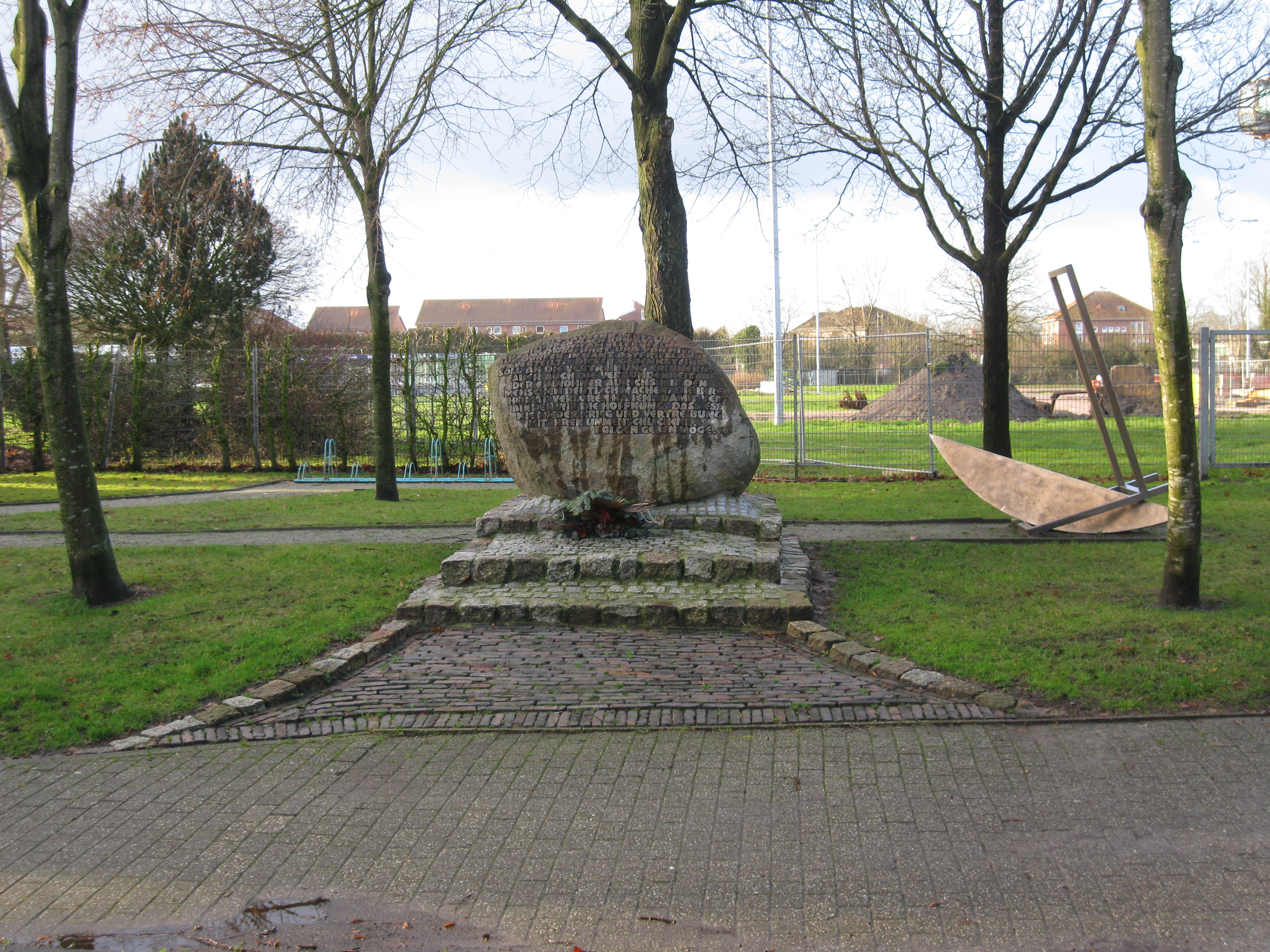
Gedenkstein für das Vertriebenenlager

Im Jahr 1912 wurde begonnen, für das Infanterie-Regiment Nr. 78 der preußischen Armee eine Kaserne zu errichten. Ein mehrgeschossiges Gebäude wurde dazu auf einer Fläche der Stadt Aurich errichtet, die sich unmittelbar südlich an die Innenstadt anschließt. Umgeben war es von Kasernenhof-Flächen. Das Kasernengebäude hatte unter den Aurichern ob seiner Färbung den Spitznamen „Grauer Esel“. Die Infanteristen zogen allerdings nie in das Gebäude ein: Der Erste Weltkrieg verhinderte die Nutzung durch das Regiment, das stattdessen in den Krieg zog. Nach dem Krieg wurde das Areal anderweitig genutzt.
Nach dem Zweiten Weltkrieg wurde es als Zwischenlager für die zahlreichen Kriegsflüchtlinge genutzt, bevor diese in die Dörfer der Umgebung verteilt wurden. Daran erinnert ein Gedenkstein.

## Aktuelle Nutzung
Das Ellernfeld wird heute von der Sportvereinigung Aurich als Vereinsgelände genutzt. Auf ihm befinden sich das Stadion (mit Laufbahn) des Vereins, der Anfang der 1990er Jahre im Fußball viertklassig spielte. In der Saison 2006/2007 spielte die erste Herren-Mannschaft in der Bezirksliga Ostfriesland. Neben dem Stadion gibt es noch einen Kunstrasen-Platz, ein Spielfeld für Junioren-Spiele und ein Basketballfeld.
Daneben befinden sich auf dem Ellernfeld das kombinierte Hallen- und Freibad „De Baalje“ der Stadt Aurich, die Jugendherberge der Stadt sowie der Kunstpavillon des Kunstvereins Aurich.
Das Kasernengebäude wurde in den vergangenen Jahrzehnten zur Unterbringung sozial schwacher Personen genutzt. Einige Jahre lang stand das Gebäude leer und verfiel zunehmend. 2007 wurde das Gebäude durch einen Großbrand weitgehend zerstört. Die Ruinen des „Grauen Esels“ wurden daraufhin abgerissen.